# Grupo VYV
Groupe VYV (en español Grupo VYV) es una mutualidad de salud y protección social francesa. Con formato legal de unión mutualista de grupo (UMG), la compañía inicia su nueva andadura el 13 de septiembre de 2017. Desde entonces, es la mutualidad de salud y protección social más importante de Francia. El grupo VYV surge de la unión de varios actores mutualistas y de la economía social y solidaria: Chorum, Harmonie Mutuel, MGEFI (que posteriormente abandonó la mutua), la Mutuelle générale de l'Éducation nationale (MGEN), la Mutuelle Mare-Gaillard (MMG), la Mutuelle nationale territoriale (MNT), el grupo Arcade-VYV y VYV.

## Historia
El 13 de septiembre de 2017, delegados de 14 mutuas y grupos miembros de los grupos MGEN, Istya y Harmonie se reunieron en asambleas generales para crear el nuevo Grupo VYV.
En marzo de 2018, el grupo VYV creó Kalixia, una red sanitaria homologada.
En diciembre de 2018, reunidos en asamblea general extraordinaria, los delegados votaron a favor de la entrada de SMACL Assurances en el grupo VYV y crearon VYV Invest, la herramienta que reúne a las filiales y holdings del grupo.
En julio de 2019, el grupo Arcade y VYV firmaron una asociación para crear una subsidiaria conjunta llamada Arcade VYV.
En noviembre de 2023, el Grupo VYV vendió su filial Egamo a Ofi Invest.

## Misiones
El Grupo VYV nace con el objetivo de constituir una mutua sanitaria y de protección social para dar respuestas en los ámbitos de atención, vivienda, prevención, etc.

### Cuidados y acompañamientos
VYV 3 es un operador sin fines de lucro que brinda atención, apoyo y acompañamiento. Agrupa a 1700 établissements et services, 33 000 salariés, repartidos en 3 áreas de actividad: productos y servicios, atención, soporte.
Su entidad VYV Bourgogne, por ejemplo, se hizo cargo de Fedosad, una estructura sanitaria en Borgoña en octubre de 2023.

### Alojamiento
El grupo Arcade ( 4 patrón social francés) y el grupo VYV se asocian para constituir el grupo Arcade VYV.

## Cifras en 2020
- 45.000 empleados.
- 11 millones de asegurados.
- 69.000 empresas clientes, incluidas 25.000 autoridades locales y 19 ministerios y establecimientos administrativos públicos.
- 10.000 funcionarios electos y activistas locales, incluidos 2.600 delegados elegidos entre los miembros.
- 1.700 establecimientos y servicios de atención y apoyo.